# Chassis (køretøj)
Et chassis (også kaldet undervogn) er samlingen af de basale dele af et køretøj. Et chassis består af selve rammen, motoren, gearkasse, aksler, differentiale og støddæmpere.
Chassiserne er tilpasset brugen af køretøjet, således at der er forskel på et chassis til en lastbil, varevogn, personbil og en række andre specialkøretøjer.